# Tra le mura di Eryx
Tra le mura di Eryx (In the Walls of Eryx), tradotto anche col titolo Nel labirinto di Eryx, è un racconto fantascientifico scritto dall'autore statunitense Howard Phillips Lovecraft in collaborazione con Kenneth Sterling. 
Scritto nel gennaio del 1936, il racconto fu pubblicato per la prima volta nell'ottobre del 1939 sulla rivista Weird Tales.
Lavorando con Sterling, Lovecraft ebbe l'occasione di occuparsi di fantascienza per la prima e ultima volta, riuscendo comunque a imprimere il proprio stile e, almeno in parte, i propri temi all'ambientazione extraterrestre ideata dall'amico scrittore.
La collaborazione tra Lovecraft e Sterling portò alla stesura di un racconto che rinuncia fin dal principio ai ritmi e alle semplificazioni tipici di molta narrativa fantascientifica del periodo, prediligendo i toni vagamente introspettivi e pessimisti (specialmente nel finale) di una storia nella quale il personaggio terrestre vede lentamente venir meno la sua posizione di superiorità rispetto a un mondo abitato da creature erroneamente ritenute primitive e intellettualmente inferiori all'uomo.

## Trama
Kenton J. Stanfield lavora sul pianeta Venere per conto di una società che importa sulla Terra dei minerali – i “cristalli” – dai quali è possibile estrarre sorprendenti quantità di energia. Suo compito è quello di andare alla ricerca della materia prima nelle zone più impervie del pianeta, affrontando animali selvatici, piante carnivore e soprattutto gli Uomini-lucertola, che adorano i “cristalli” come fossero idoli. Stanfield troverà un magnifico esemplare di questi oggetti sull'altopiano di Eryx, senza però sospettare che esso costituisce l'esca di una trappola mortale preparata dagli Uomini-lucertola.